# ロルフ・デ・ヒーア
ロルフ・デ・ヒーア (Rolf De Heer) は、オーストラリアで活躍する映画監督、脚本家。

## 略歴
オランダのヘームスケルクで生まれ、子供の時にオーストラリアに移住。AFTRSで学んだ。
2006年に全篇アボリジニ語で制作したTen Canoes でカンヌ国際映画祭のある視点部門の審査員特別賞を受賞した。
現在はアデレードを拠点に活動している。

## 主な出演作品
- ヒコーキ野郎/スカイ・キッド Tale of a Tiger (1984年)
- エンカウンターズ/未知への挑戦 Encounter at Raven's Gate (1989年)
- ディンゴ Dingo (1991年)
- 悪い子バビー[1] Bad Boy Bubby (1993年)
- クワイエット・ルーム The Quiet Room (1996年)
- アレキサンドラの企て Alexandra's Project (2003年)
- 十艘のカヌー Ten Canoes (2006年)